# دموکراسی تمامیت‌خواه
دموکراسی تمامیت‌خواه (به انگلیسی: Totalitarian democracy) اصطلاحی است که توسط مورخ اسرائیلی، یعقوب تالمون، برای اشاره به شیوه حکومتی رایج شده است که در آن، نمایندگان منتخب، به‌طور قانونی، دولت - ملت را حفظ می‌کنند و شهروندها در حالی که حق رای به آنها اعطا شده است، مشارکتشان در فرایند تصمیم‌گیری دولت، در عمل، کم است یا اصلاً وجود ندارد. این ایده که یک راه واقعی برای سازماندهی یک جامعه وجود دارد و یک دولت باید به هر قیمتی به آن برسد، در تضاد با لیبرال دموکراسی است که به روند دموکراسی اعتماد دارد تا از طریق آزمون و خطا، به بهبود جامعه کمک کند، بدون اینکه تنها یک راه صحیح برای اداره کشور وجود داشته باشد.
دموکراسی استبدادی برای اولین بار توسط بناپارتیست‌ها توسعه و استفاده شد. مفهوم بناپارتیستی از دموکراسی اقتدارگرا بر اساس اصل امانوئل جوزف سیس، «عظت از پایین، اقتدار از بالا» استوار بود، که لازم می‌دانست یک مرجعیت روشنفکر به نیازها و هیاهوی مردم پاسخ دهد.
دموکراسی استبدادی توسط فاشیست‌ها ارتقاء یافت، چنان‌که فاشیسم را در قالب رژیمی دموکراسی و اقتدارگرا ارائه کردند. آنان به صراحت مفهوم مرسوم دموکراسی به عنوان یک مردم‌سالاری اکثریتی که برابری شهروندان را عرضه می‌دارد، رد کردند. مفهوم دموکراسی اقتدارگرا در فاشیسم توسط سیاستمدار فاشیست ایتالیایی جووانی جنتیله بست یافت و توسط رهبر فاشیست ایتالیایی بنیتو موسولینی به کار گرفته شد. نازیسم حمایتگر ایده دموکراسی اقتدارگرا بود. فالانژ شبه فاشیستی فرانسیسکو فرانکو در اسپانیای ناسیونالیستی این مفهوم را ترویج کرد، اما آن را «دموکراسی ارگانیک» نامید که به پشتوانه همه‌پرسی‌های ملی ارائه شده از سوی دولت برای مردم اسپانیا پایه‌گذاری گردیده بود.

## انواع

### فاشیست و شبه‌فاشیست
جنبش‌های فاشیستی از گونه‌ای از دموکراسی حمایت می‌کنند قدرت را به واجد شرایط‌ترین افراد می‌دهد، نه اینکه اکثریت مردم حکومت کنند.
موریس بارس، که تأثیر زیادی بر سیاست‌های فاشیسم داشت، مدعی شد که دموکراسی واقعی دموکراسی اقتدارگراست و در عین حال لیبرال دموکراسی را به عنوان یک کلک رد می‌کند. بارس ادعا کرد که دموکراسی اقتدارگرا مستلزم ارتباط معنوی بین رهبر یک ملت و مردم آن کشور است و آزادی واقعی نه از حقوق فردی و نه از اختیارهای پارلمانی، بلکه از طریق «رهبری قهرمانانه» و «قدرت ملی» ناشی می‌شود.
در رژیم‌های فاشیستی و شبه فاشیستی که از دهه ۱۹۲۰ تا ۱۹۷۰ بر ایتالیا، پرتغال و اسپانیا حکومت می‌کردند، دموکراسی استبدادی به عنوان جایگزینی برای لیبرال دموکراسی ترویج شد، دموکراسی مبتنی بر چند حزب از بین رفت و با نمایندگی شرکت‌های دولتی که مورد تأیید دولت بودند، جایگزین شد. گروه‌های شرکتی که مردم را در گروه‌های ذینفع متحد می‌کنند تا به دولتی رسیدگی کنند که به نفع اراده عمومی ملت عمل می‌کند و بنابراین شکل منظمی از حکومت مردمی را اعمال می‌کند. : 4–5 فاشیست‌های ایتالیایی استدلال می‌کردند که این دموکراسی اقتدارگرا قادر به نمایندگی منافع مختلف جامعه است که به دولت توصیه می‌کند و دولت به نفع ملت عمل می‌کند. : 4 در مقابل، فاشیست‌ها لیبرال دموکراسی را به دلیل اینکه واقعاً دموکراتیک نیست منحل کردند. از منظر فاشیستی، انتخابات و پارلمان نمی‌توانند منافع ملت را نمایندگی کنند، زیرا افراد با اشتراکات ناچیز از مناطق جغرافیایی را گرد هم می‌آورند تا به مجموعه‌ای از احزاب رای دهند که آنها را نمایندگی کنند، و در نتیجه اتفاق نظر کمی از نظر منافع حاصل می‌شود. از این منظر، انتخابات چند حزبی لیبرال دموکراسی صرفاً به عنوان ابزاری برای مشروعیت بخشیدن به حکومت نخبگان بدون توجه به منافع اراده عمومی ملت عمل می‌کند. : 4 
هیتلر دموکراسی انتخاباتی پارلمانی و کثرت‌گرا را رد کرد، اما او بارها برای توصیف نازیسم به دموکراسی استناد کرد و خواستار «دموکراسی آلمانی» شد، یک بار گفت «ناسیونال سوسیالیسم تحقق واقعی دموکراسی است» و بار دیگر گفت «ما آلمانی‌های وحشی دمکرات‌های بهتری نسبت به دیگران هستیم. ملل». ژوزف گوبلز، وزیر تبلیغات آلمان نازی، در ۳۱ مه ۱۹۳۳ در یک سخنرانی در برابر مطبوعات، نازیسم را یک «دموکراسی اقتدارگرا» توصیف کرد. والتر گرهارت، نظریه‌پرداز سیاسی نازی، مفهوم دموکراسی اقتدارگرا را به‌عنوان توانایی پیوند اقتدار با اراده مردم تعریف کرد که ضد تز لیبرال دموکراسی است که به گفته او فاقد اقتدار میابشد و مردم را در یک جامعه اتمی متفرق می‌کند. ژاکوب تالمون نازیسم را به عنوان ترویج کننده «دموکراسی توتالیتر» معرفی می‌کند، در حالی که دبلیو مارتینی آن را «ابر دموکراسی» می‌خواند. آنچه دبلیو مارتینی ادعا می‌کند این است که رژیم نازی بدور از موازنه‌های نهادی و اجتماعی لیبرال دموکراس مستقیماً از توده‌ها دفاع می‌کند.